# Arteria maxilar

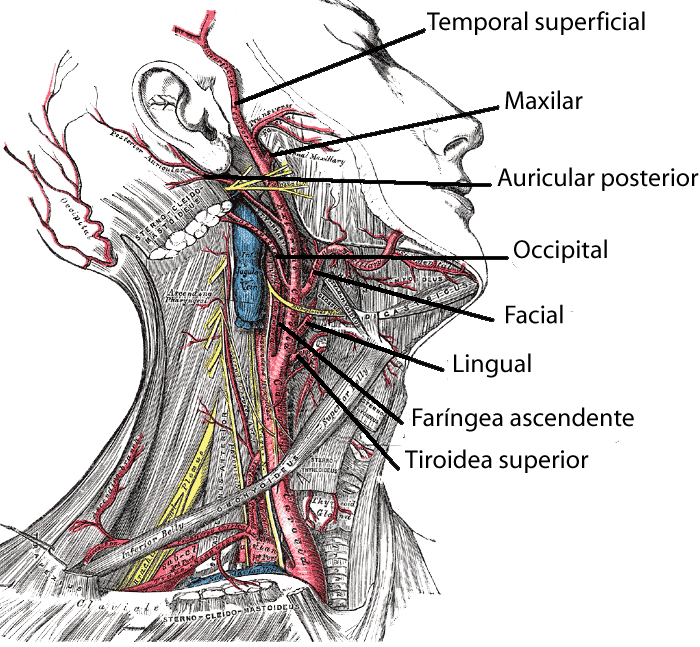
Arteria carótida externa y ramas.

La arteria maxilar, o, tradicionalmente, maxilar interna o mandibular interna (TA: arteria maxillaris), nace a la altura del cuello del cóndilo de la mandíbula como una de las ramas terminales, junto con la arteria temporal superficial, de la arteria carótida externa, siendo esta su segunda rama de bifurcación. 
La arteria maxilar proviene del primer arco aórtico, siendo el único derivado de este en el desarrollo embrionario.

## Trayecto
Se dirige por dentro de la fosa infratemporal. El músculo pterigoideo lateral se convierte en satélite de esta arteria.

## Ramas
Emite las siguientes ramas:
1) Ramas colaterales ascendentes:
- Arteria timpánica anterior
- Arteria meníngea media
- Arteria meníngea accesoria
- Arteria temporal profunda anterior
- Arteria temporal profunda posterior

2) Ramas colaterales descendentes:
- Arteria alveolar inferior
- Arteria maseterina
- Arteria pterigoidea
- Arteria bucal
- Arteria palatina descendente

3) Ramos colaterales anteriores:
- Arteria alveolar superior
- Arteria infraorbitaria

4) Ramos colaterales posteriores:
- Arteria vidiana o arteria del canal pterigoideo
- Arteria pterigopalatina

5) Ramo terminal:
- Arteria esfenopalatina

## Distribución
Se distribuye hacia los maxilares, las piezas dentarias, fosas nasales, los músculos de la masticación (temporal, masetero, pterigoideo medial y pterigoideo lateral), las meninges y el paladar.